# Julio Oscar Mechoso
Julio Oscar Mechoso (31 de mayo de 1955 - 25 de noviembre de 2017) fue un actor estadounidense, de origen cubano.

## Biografía
Mechoso fue un actor de reparto tanto en televisión como en cine. Apareció en varias películas de alto perfil, como Grindhouse, Dos policías rebeldes y Ken Park. Sus créditos en televisión incluyen Miami Vice, Entrenador, Seinfeld y Greetings from Tucson. Apareció en dos películas de Martin Lawrence, la ya mencionada Dos policías rebeldes y De ladrón a policía, en ambas interpretando  a un detective.
Andy García, un amigo de toda la vida, escribió un emotivo y poderoso tributo poco después de la muerte de Mechoso en el que dijo:

"¿Cómo se puede expresar la pérdida extrema de alguien tan cercano a ti, el vacío extremo que uno siente ahora y para siempre? Una pérdida repentina es siempre injusta, pero en el caso de Julio Oscar Mechoso, mi amigo, mi alma gemela, es más que eso, ya que he perdido al más fiel de los amigos. Julio es un artista único y extraordinario. Yo digo que es porque su arte continuará y estará presente en todo lo que lo presenciará. Eso nunca morirá".

Mechoso murió de un ataque de corazón en su casa en Burbank, California, a la edad de 62.

## Filmografía
- Rules Don't Apply (2016) - Anastasio Somoza Debayle
- Transpecos (2016) - Miguel Hernández
- Cake (2015) - Dr. Mata
- A Dark Truth (2013) - Guía
- Último Fin de semana (2013) - Héctor Castillo
- Machete Kills (2013) - Chepo
- Wizards of Waverly Place (2011) - DMV Instructor
- The Big Bang Theory (2010) - Agente de policía
- Bahía de fuego (2010) - Agustino
- Nip/Tuck (2009) - Doctor Hans (episodio 6X03 "Briggitte Reinholt")
- Janky Promoters (2009) - John Glanville
- Grindhouse (Segmento de Planet Terror)  (2007) - Romey
- La Muerte y Vida de Bobby Z (2007) - Detective Martínez
- Aumento: Cazador de Sangre (2007) - Arturo
- Su Movimiento Mejor (2007) - Umberto
- El Ir-Getter (2007) - Sergio Leone
- Little Miss Sunshine (2006) - Mecánico
- La Virgen de Juárez (2006) - (no acreditado)
- La Leyenda de Zorro (2005) - Fray Felipe
- Ghost Whisperer (2005) - Gilbert de la Costa (Boxeador de Sombra del Episodio)
- The Lost City (2005) - Candela de Coronel
- Los amos de Dogtown (2005) - Señor Alva
- Bueno Cop, Malo Cop (2005) - Ramírez
- Una Elección Sencilla (2003) - Gus
- Once upon a time in Mexico (2003) - Consejero presidencial
- Bookies (2003) - Martínez
- Assassination Tango (2002) - Orlando
- Phone Booth (2002) - Medic
- Ken Park (2002) - Melocotones' Padre
- Pumpkin (2002) - Dr. Frederico Cruz
- Wheelmen (2002) - Mario
- Parque Jurásico III (2001) - Enrique Cardoso
- Tortilla Soup (2001) - Gómez
- Heartbreakers (2001) - Leo
- All the Pretty Horses (2000) - Capitán
- Para Amor o País: El Arturo Sandoval Historia (2000)  (Película de televisión)
- De ladrón a policía (1999) - Detective Díaz
- Molly (1999) - Seguidor de béisbol
- Virus (1999) - Squeaky
- Krippendorf  Tribu (1998) - Prof. Simón Alonso
- 'Til  hubo (1997) - Un Mover
- Switchback (1997) - Jorge Martínez
- Mad City (1997) - Sargento de Fuerza del Aire
- Vega Vacaciones (1997) - Limo Conductor
- White Squall (1996) - el cocinero del barco Girard
- La historia de Amor de un Pirómano (1995) - Jerry
- Dos policías rebeldes (1995) - Detective Ruiz
- Seinfeld (1994) - Julio en El Beso Hola
- El Escudo de Vaso (1994) - Ayudante D.Un.
- Menéndez: Un Asesinato en Beverly Cerros (1994) (Película de televisión) - Lt. Arguello
- Un millón a Juan (1994) - Vendedor de maíz
- Un Misterio de Perry Mason: El Caso del Estilo de vida Letal (1994) (Película de televisión)
- Conexión muerta (1994) - Traje de Lino
- Juguetes (1992) - Cortez
- Cubierta profunda (1992) - Hernández
- Vivo! De Fila de Muerte (1992) (Película de televisión) - Reyes
- El Tomar (1990) (Película de televisión)
- Llamador de medianoche (1990) - Ozzie Minoso (Episodio: "El Juego de Rehén")
- Asuntos internos (1990) - Primo Gregory
- Academia policial 5: Asignación: Playa de Miami (1988) - Disparando gama cop
- Vuelo del Explorador (1986) - Guardia de Hangar #1
- Guaguasi (1983) - Ernestico